# Epidendrum laterale
Epidendrum laterale är en orkidéart som beskrevs av Robert Allen Rolfe. Epidendrum laterale ingår i släktet Epidendrum och familjen orkidéer. Inga underarter finns listade i Catalogue of Life.